# Исаев (телесериал)
«Иса́ев» — российский 16-серийный историко-приключенческий детективный телевизионный художественный фильм 2009 года режиссёра Сергея Урсуляка.
В основу сюжета положены три произведения Юлиана Семёнова из цикла о советском разведчике-нелегале Максиме Исаеве: романы «Пароль не нужен» (1966) и «Бриллианты для диктатуры пролетариата» (1974), а также рассказ «Нежность» (1975).
Фильм состоит из двух частей по 8 серий каждая: «Бриллианты для диктатуры пролетариата» и «Пароль не нужен».
Премьерный телевизионный показ фильма состоялся с 11 по 29 октября 2009 года на телеканале «Россия». Сопровождался анонсом под названием «Юность Штирлица».

## Сюжет
Действие фильма происходит в 1920-е годы в Советской России. В нём рассказывается о первых секретных заданиях молодого советского разведчика-нелегала Максима Исаева, порученных ему советскими властями.
Сначала чекист Исаев, выдавая себя за политического беженца, едет в столицу буржуазной Эстонии — город Ревель (ныне — Таллин), чтобы внедриться там в ряды белоэмигрантов и пресечь контрабанду из России бриллиантов и ценностей, похищенных группой мошенников из «Гохрана».
По возвращении Исаева в Москву, Феликс Дзержинский отправляет его во Владивосток с очередным заданием — собрать информацию о действиях белых.
Затем Исаеву приходится уехать за границу для наблюдения за деятельностью контрреволюционной эмиграции.
Фильм выдержан в довольно нейтральной форме: в нём нет ни очернения, ни восхваления Белой гвардии или Красной армии.

## В ролях
- Даниил Страхов — Всеволод Владимирович Владимиров, он же Максим Максимович Исаев
- Юрий Соломин — Владимир Александрович Владимиров, отец Исаева
- Александр Мезенцев — Глеб Иванович Бокий

### Часть первая. «Бриллианты для диктатуры пролетариата»
- Сергей Маковецкий — Леонид Иванович Никандров, литератор
- Михаил Пореченков — граф Виктор Витальевич Воронцов
- Константин Желдин — Николай Макарович Пожамчи, главный оценщик Гохрана
- Леонид Мозговой — Яков Савельевич Шелехес, оценщик Гохрана
- Лика Нифонтова — Мария Николаевна Оленецкая, шифровальщица посольства РСФСР в Эстонии
- Александр Сирин — Сергей Васильевич Шорохов, первый секретарь посольства РСФСР в Эстонии
- Виктор Ланберг — Отто Нолмар, резидент германской разведки в Эстонии
- Ксения Раппопорт — Лидия Ивановна Боссэ, певица
- Полина Агуреева — Анна Викторовна, московская девушка-бандитка
- Владимир Капустин — Владимир Петрович Будников, сотрудник ВЧК
- Карэн Бадалов — Роман (Фёдор Савельевич Шелехес), резидент советской разведки в Эстонии, младший брат Якова Шелехеса
- Юрий Лахин — Павел Константинович Прохоров, председатель Ревтрибунала
- Владас Багдонас — Маршан, ювелир в Ревеле
- Лембит Ульфсак — Артур Иванович Неуманн, начальник политической полиции Эстонии
- Тагир Рахимов — Сорокин, сотрудник Военведа
- Станислав Стрелков — Иван Иванович Газарян, чиновник
- Тыну Карк — Шварцвассер, следователь
- Тыну Аав — Ганс Саакс
- Пеэтре Кальюмяэ — белобрысый господин, сотрудник Нолмара
- Тыну Оя — Карл Юрла, издатель газеты в Ревеле
- Ульяна Лаптева — Галина Шевкун
- Виктор Супрун — Пётр Пантелеймонович Чайкин
- Ольга Семёнова — Мария Игнатьевна Козловская, чиновница
- Виктор Соловьёв — Евпланов, охранник ГОХРАНа
- Вячеслав Иванов — Карпов
- Иван Верховых — Григорий Фёдорович Вахт
- Сергей Качанов — Лев Кириллович Головкин
- Наталия Вдовина — Вера, бывшая жена Воронцова
- Татьяна Лебедькова — жена Шелехеса
- Фёдор Добронравов — Волобуев, следователь из Можайска
- Игорь Ларин — Григорий Белов, сотрудник ГОХРАНа
- Александр Голубев — Махович
- Алексей Якубов — товарищ Гомонюк
- Ульяна Урванцева — Клавдия Клеймёнова, продавщица
- Вячеслав Молоков — председатель суда
- Николай Губенко — от автора

### Часть вторая. «Пароль не нужен»
- Владимир Ильин — Николай Иванович Ванюшин, редактор газеты «Свободный Владивосток»
- Константин Лавроненко — Василий Константинович Блюхер, военный министр Дальневосточной республики (ДВР)
- Андрей Смоляков — комиссар Павел Петрович Постышев
- Роман Мадянов — атаман Григорий Михайлович Семёнов
- Борис Каморзин — Кирилл Николаевич Гиацинтов, полковник контрразведки
- Андрей Мерзликин — Чен (Марейкис), резидент во Владивостоке
- Вера Строкова — Александра Гаврилина
- Станислав Рядинский — Алекс Фривейский, адъютант Меркулова
- Борис Быстров — Спиридон Дионисьевич Меркулов
- Дмитрий Кознов — Николай Дионисьевич Меркулов
- Сергей Угрюмов — ротмистр Пимезов, адъютант Гиацинтова
- Светлана Рябова — Наталья Ильинична Канкова
- Геннадий Юхтин — Тимоха, егерь
- Сергей Стёпин — Вальтер, связной
- Рустэм Юскаев — поручик Мордвинов
- Игорь Арташонов — Аполлинер Прибылов, жокей
- Ментай Утепбергенов — Ицувамо, глава японской разведки
- Анатолий Семёнов — Васильев, подпольщик
- Александр Пороховщиков — генерал Викторин Михайлович Молчанов
- Вячеслав Бутенко — Гаврилин
- Сергей Шеховцов — генерал Табаков
- Андрей Бронников — полковник Бахнов
- Владимир Юматов — генерал Станислав Иванович Гржимальский
- Евгений Куршинский — Тягайло, комиссар флотилии
- Иван Агапов —  Фима Долин
- Пётр Меркурьев — заведующий отделом рекламы
- Юрий Авшаров — Рувим
- Тимофей Трибунцев — Колька-анархист
- Владимир Ровинский — Нугуманов
- Сергей Дорогов — артист филармонии
- Сергей Чудаков — Веденеев
- Эдуард Чекмазов — Маскин
- Валерий Хромушкин — Сергей Дмитриевич Стрелков
- Арнольд Сысуев — Минька

## История создания
После большого зрительского успеха сериала «Ликвидация» (2007) режиссёру Сергею Урсуляку были предложены несколько сценариев для нового сериала. Он, в свою очередь, предложил снять сериал по романам Юлиана Семёнова.
В новый проект перешли многие члены съёмочной группы «Ликвидации»: сценарист Алексей Поярков, оператор Михаил Суслов, актёры Константин Лавроненко, Полина Агуреева, Михаил Пореченков и другие (в том числе жена режиссёра Урсуляка Лика Нифонтова). Режиссёр говорил о том, что, возможно, Вячеслав Тихонов сыграет отца главного героя (в итоге его сыграл Юрий Соломин).
В сериале была использована музыка Микаэла Таривердиева из фильма «Семнадцать мгновений весны», но в другой музыкальной интерпретации.
Съёмочный период начался 12 января 2008 года и закончен к октябрю 2009 года. Из-за сложного графика актёров владивостокские сцены сняли в Севастополе, шанхайские — в Ялте (в Воронцовском дворце, символизировавшем Шанхай). Некоторые московские сцены снимались в Ярославле и Костроме. Съёмки проходили также в Таллине и Санкт-Петербурге. На железнодорожной станции эстонского города Хаапсалу снимались сцены, которые по сценарию происходили на Балтийском вокзале Ревеля. А интерьеры российского посольства в Эстонии были сняты в подмосковной усадьбе «Середниково».
Режиссёр Сергей Урсуляк полностью убрал идеологическую направленность сюжета: «Это фильм не про советскую власть, не про антисоветскую власть. Мы снимаем историю молодого человека, который оказался между двух воюющих сторон. Он принимает решение, с кем ему быть, и при этом сомневается в правильности своей позиции». Поэтому литературная основа была сильно изменена: например отца Исаева в романе убивают белогвардейцы, а в сериале — бандиты.
Актёр Даниил Страхов, сыгравший заглавную роль, так говорил об отличиях своего героя Максима Исаева от Штирлица, сыгранного Вячеславом Тихоновым: «Мой же Исаев ещё мальчишка, совсем другой человек хотя бы потому, что на 20 лет моложе, — соответственно, меньше опыта, мозолей, болей. Но при этом не без легкомыслия, любовей и страстей».

## Съёмочная группа
- Автор сценария: Алексей Поярков (по мотивам произведений «Пароль не нужен» (1966), «Бриллианты для диктатуры пролетариата» (1974), «Нежность» (1975) Юлиана Семёнова)
- Режиссёр-постановщик: Сергей Урсуляк
- Оператор-постановщик: Миша Суслов R.G.G.
- Музыка: Микаэл Таривердиев
- Композитор: Юрий Красавин
- Художники-постановщики: Мавлодод Фаросатшоев, Вячеслав Дёмин
- Художники-по костюмам: Алексей Камышов, Елена Станкеева
- Художник по гриму: Марианна Тер-Аракелян
- Звукорежиссёры: Илья Качержук, Александр Пиров, Евгений Гаврилов
- Директор: Сергей Перепечко
- Линейный продюсер: Денис Фролов
- Исполнительные продюсеры: Александр Нахимсон, Вилли Геллер
- Ведущие продюсеры: Алексей Кузнецов, Евгений Попов
- Продюсеры: Рубен Дишдишян, Сергей Даниелян, Арам Мовсесян
- Идея и производство: Киностудия «Дед Мороз» по заказу ООО «Централ Партнершип» и телеканала «Россия»
- В сериале звучит песня «Не исчезай» на музыку Микаэла Таривердиева и слова Давида Самойлова, написанная для советского телевизионного художественного фильма «Ольга Сергеевна» (1975).
- Романсы «Пролитую слезу…» (музыка Виктора Берковского, стихи Иосифа Бродского) и «Мне тебя уже не надо…» (музыка Микаэла Таривердиева, стихи Марины Цветаевой) исполняет Полина Агуреева.

## Награды
- 2009 — режиссёр художественного телевизионного сериала «Исаев» (кинокомпания «Централ партнершип», «Студия Дед Мороз», телеканал «Россия») Сергей Урсуляк стал лауреатом второй премии ФСБ России в номинации «Кино- и телефильмы»[4].
- 2009 — за исполнение роли Максима Исаева в сериале «Исаев» актёр Даниил Страхов стал лауреатом второй премии ФСБ России в номинации «Актёрская работа»[4].